# Washington Mystics
De Washington Mystics is een Amerikaanse basketbalvrouwenploeg uit Washington D.C. die meedraait in de WNBA (Women's National Basketball Association). Het team werd opgericht in 1998 door eigenaar Ted Leonsis.
De mannelijke tegenhanger van de ploeg is Washington Wizards. Washington Mystics speelt in het CareFirst Arena.

## Erelijst
Conference Championships:
- 2018 Eastern Conference Champions
- 2019 Eastern Conference Champions

WNBA Championships:
- 2019 WNBA Champions

## Bekende (oud-)spelers
- Ariel Atkins (2018-2024)
- Vicky Bullett (2000-2002)
- Stefanie Dolson (2014-2016)
- Chamique Holdsclaw (1999-2004)
- Crystal Langhorne (2008-2013)
- DeLisha Milton-Jones (2005-2007)
- LaToya Sanders (2019)
- Kristi Toliver (2017-2019)
- Emma Meesseman (2013-2020)
- Kim Mestdagh (2020-heden)
- Audrey Sauret (2001-2002)
- Tina Charles (2020-heden)
- Jenny Whittle

2 Myisha Hines-Allen · 
5 Kiara Leslie · 
6 Kim Mestdagh · 
7 Ariel Atkins · 
11 Elena Delle Donne · 
15 Natasha Cloud · 
20 Kristi Toliver · 
21 Tianna Hawkins · 
23 Aerial Powers · 
30 LaToya Sanders · 
32 Shatori Walker-Kimbrough · 
33 Emma Meesseman · 
Coach Mike Thibault